# Bobry (przystanek kolejowy w obwodzie brzeskim)
Bobry (biał. Бабры, ros. Бобры) – przystanek kolejowy w pobliżu miejscowości Bobry i Panciuchy, w rejonie żabineckim, w obwodzie brzeskim, na Białorusi. Leży na linii Homel - Łuniniec - Żabinka.